# Vishera Vallis
La Vishera Vallis è una struttura geologica della superficie di Venere.